# رفتارشناسی شناختی

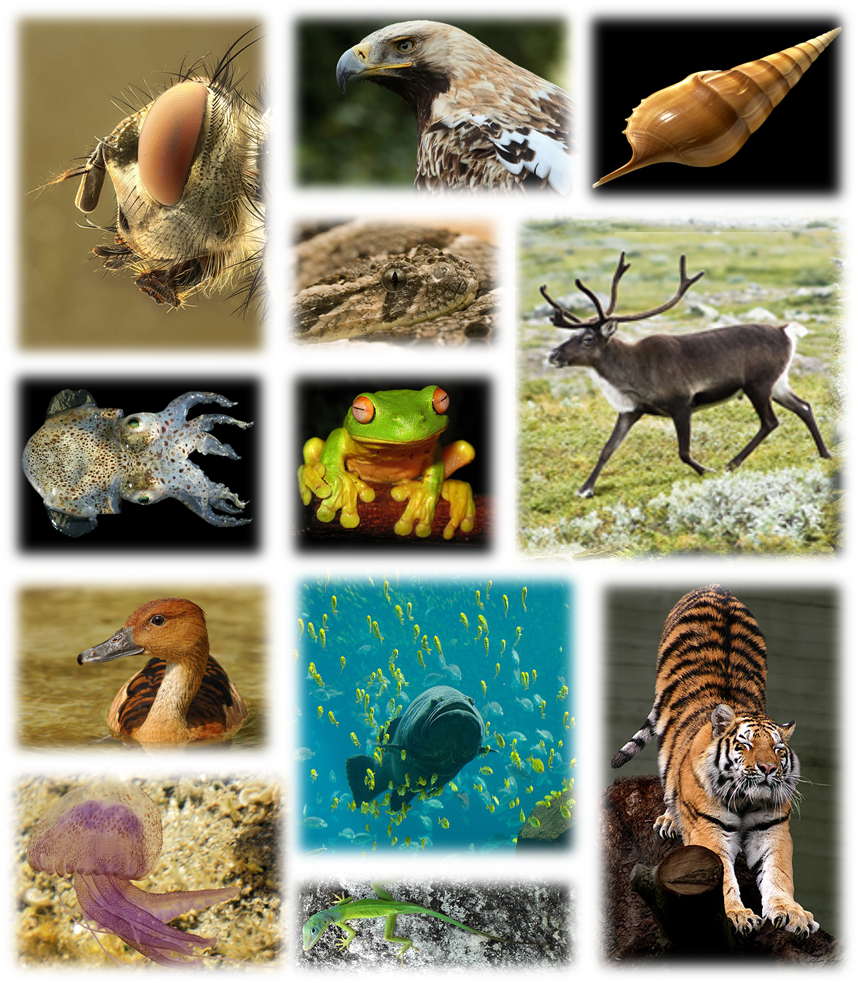
گاهی رفتارهای ارادی از جانواران دیده می‌شود. در رفتارشناسی، این کنش‌ها یا واکنش‌ها مورد بحث و بررسی قرار می‌گیرند.

رفتارشناسی شناختی (به انگلیسی: Cognitive ethology)، شاخه‌ای از رفتارشناسی است که به تأثیر آگاهی و قصد آگاهانه بر رفتار یک جانور می‌پردازد. دونالد گریفین، استاد جانورشناسی در ایالات متحده، پایه‌های پژوهشی را در زمینه آگاهی شناختی جانوران در زیستگاه آنها بنا نهاد.
ادغام علوم‌شناختی و رفتارشناسی کلاسیک در رفتارشناسی شناختی "بر رفتار جانوران در شرایط کم و بیش طبیعی، با هدف درک تکامل، سازگاری (کارکرد)، علت و گسترش مجموعه رفتاری گونه خاص تأکید دارد (نیکو تینبرگن ۱۹۶۳).